# 漢宣陵
宣陵，是中国汉桓帝刘志的陵园，位于河南省洛阳市洛龙区白草坡。
汉桓帝永康元年（167年）十二月廿八，汉桓帝驾崩。汉灵帝建宁元年（168年）二月十三，汉桓帝葬在洛阳东南三十里的宣陵。山方三百步，高十二丈。夯土筑成，现在陵顶已经下挖成坑。2008年，作为皇陵南兆域的一部分入选第五批河南省文物保护单位。2013年5月，作为洛南东汉帝陵的一部分被国务院核定公布为第七批全国重点文物保护单位。2021年1月，考古學者宣稱釐清了河南省洛陽白草坡東漢陵園遺址中的漢桓帝宣陵位置。